# Ibusuki (Kagošima)

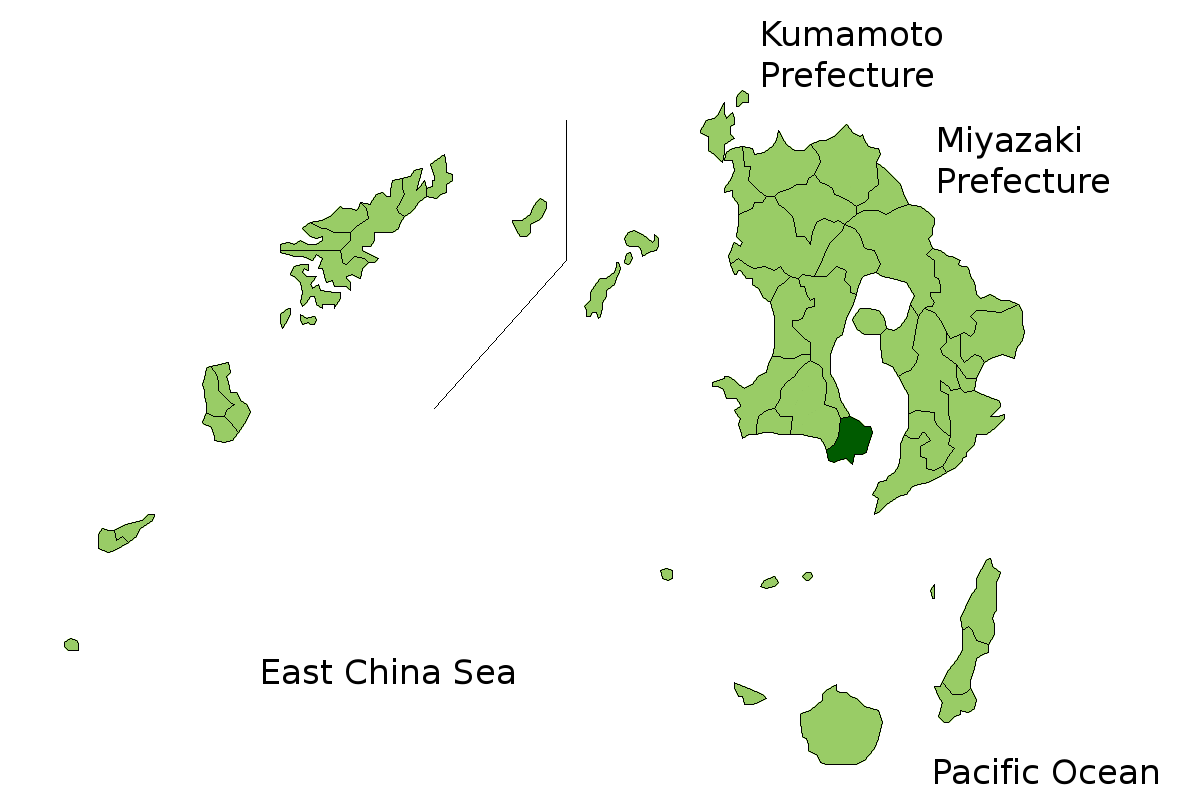
Poloha města Ibusuki na mapě prefektury Kagošima

Ibusuki (japonsky: 指宿市; Ibusuki-ši) je město ležící v japonské prefektuře Kagošima.
Moderní město bylo založeno 1. dubna 1954.
V roce 2008 mělo město 45 117 obyvatel. Jeho celková rozloha je 148,88 km².
Ibusuki je známé svými lázněmi s černým pískem – sunamuši onsen.

## Rodáci
- Miho Fukumotoová (* 1983) – fotbalistka

## Partnerská města
- Čitose na Hokkaidó
- Rockhampton v Austrálii